# Boo i ja
Boo i ja (ang. Boo & Me) – brytyjski serial animowany emitowany w Polsce na kanale KidsCo.

## Opis fabuły
Serial opisuje przygody małego orangutana, który wraz z dziećmi przeżywa w dżungli niezwykłe przygody i uczy się jak chronić przyrodę.